# Cymbomonas
Cymbomonas, rod zelenih algi u porodici Pyramimonadaceae, dio reda Pyramimonadales. Pripada joj tri morske vrste

## Opis
Jednostanične, četveroflagelne i jednojezgrene alge bez (?) celuloznih staničnih stijenki. Gledano sprijeda, stanice su okruglaste s vrhom koji nosi brazdu u obliku slova V iz koje izlaze četiri biča. "Zatvoreni" kraj flagelarne brazde s izbočinom nalik usnama. Stražnji kraj stanice široko zaobljen. Struktura kloroplasta, zbog loše izvorne fiksacije, nejasna; Schillerova slika ne daje nikakve podatke. Pirenoidi, stigme i kontraktilne vakuole nisu zabilježeni. Način razmnožavanja nepoznat.

## Vrste
1. Cymbomonas adriatica J.Schiller
2. Cymbomonas klebsii J.Schiller
3. Cymbomonas tetramitiformis J.Schiller